# AN/SPY-6
El AN/SPY-6, también denominado AMDR (Air and Missile Defense Radar), es un radar militar fabricado por Raytheon para la Armada de los Estados Unidos.

## Desarrollo
El AN/SPY-6(V)1 equipará a los destructores de la clase Arleigh Burke Flight III; los AN/SPY-6(V)2 a los buques de asalto anfibio de la clase America y portaaviones de la clase Nimitz; y el AN/SPY-6(V)3 a los superportaaviones de la clase Gerald R. Ford. El USS Jack H. Lucas botado en 2021 es el primer destructor Arleigh Burke en equipar el radar.
En agosto de 2021 el portaaviones USS John F. Kennedy (segundo de la clase Gerald R. Ford) recibió el conjunto de radares la versión V3. En 2022 Raytheon Missiles & Defense ganó un contrato de 3160 millones de dólares para equipar a buques de superficie de la US Navy. Además, las fragatas FFG(X) equiparán el AN/SPY-6.

## Variantes
- AN/SPY-6(V)1. Utilizado por los destructores de la clase Arleigh Burke Flight III.
- AN/SPY-6(V)2. Lo equiparán buques de la clase America y clase Nimitz.
- AN/SPY-6(V)3 Enterprise Air Surveillance Radar (EASR). Utilizado por los portaaviones de la clase Gerald R. Ford.
- AN/SPY-6(V)4.